# Mieczysław Jagielski

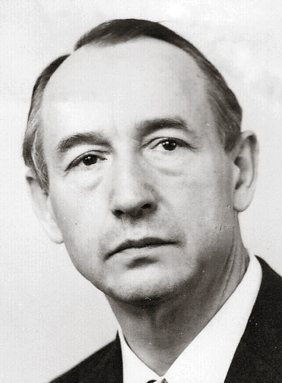
Mieczysław Jagielski

Mieczysław Zygmunt Jagielski (* 12. Januar 1924 in Kolomyja, heute Ukraine; † 27. Februar 1997 in Warschau) war ein polnischer Politiker der Polnischen Vereinigten Arbeiterpartei PZPR (Polska Zjednoczona Partia Robotnicza), der unter anderem von 1970 bis 1981 stellvertretender Ministerpräsident war.

## Leben
Jagielski trat 1944 der Polnischen Arbeiterpartei PPR (Polska Partia Robotnicza) bei und absolvierte ein Studium der Wirtschaftswissenschaften an der Warschauer Wirtschaftsschule SGPIS (heute Szkoła Główna Handlowa w Warszawie). Nach der Zwangsvereinigung der PPR mit der von demokratischen Kräften gesäuberten Polnischen Sozialistischen Partei PPS (Polska Partia Socjalistyczna) am 21. Dezember 1948 wurde er Mitglied der daraus entstandenen Polnischen Vereinigten Arbeiterpartei PZPR (Polska Zjednoczona Partia Robotnicza). Er war zwischen 1953 und 1956 Leiter der ZK-Abteilung für Landwirtschaft und danach von 1957 bis 1959 Vizeminister für Landwirtschaft. Am 20. Februar 1957 wurde er erstmals Mitglied des Sejm und gehörte diesem bis zum 31. Juli 1985 an.
Am 27. Oktober 1959 löste Jagielski Edward Ochab als Landwirtschaftsminister (Minister rolnictwa) und übte dieses Ministeramt bis zu seiner Ablösung durch Józef Okuniewski am 30. Juni 1970 aus. Er wurde auf dem III. Parteitag der PZPR (10. bis 19. März 1959) Mitglied des ZK, dem er bis zum IX. Außerordentlichen Parteitag (14. bis 20. Juli 1981) angehörte. Am 30. Juni 1970 wurde er stellvertretender Ministerpräsident (Wiceprezes Rady Ministrów) und übte dieses Amt in den Regierungen der Ministerpräsidenten Piotr Jaroszewicz, Edward Babiuch, Józef Pińkowski und Wojciech Jaruzelski bis zum 31. Juli 1981 aus. Zugleich fungierte er als Nachfolger von Witold Trąmpczyński vom 26. Oktober 1971 bis zu seiner Ablösung durch Tadeusz Wrzaszczyk am 23. Oktober 1975 als Vorsitzender der Planungskommission des Ministerrates (Przewodniczący Komisji Planowania przy Radzie Ministrów).
Auf dem VI. Parteitag (6. bis 11. November 1971) wurde Jagielski auch Mitglied des Politbüros des ZK, dem er ebenfalls bis zum IX. Außerordentlichen Parteitag (14. bis 20. Juli 1981) angehörte. Während der August-Streiks 1980 in Polen war er Vorsitzender der Regierungskommission für die Verhandlungen mit den Streikenden auf der Werft Danzig.
Für seine langjährigen Verdienste wurde Jagielski mehrmals ausgezeichnet und erhielt unter anderem den Orden Erbauer Volkspolens (Order Budowniczych Polski Ludowej), den Orden Banner der Arbeit (Order Sztandaru Pracy) Erster und Zweiter Klasse sowie das Offizierskreuz und die Kommandeurswürde des Orden Polonia Restituta (Order Odrodzenia Polski).
Nach seinem Tode wurde er auf dem Powązki-Militärfriedhof in Warschau beigesetzt.